# Severo Retórico

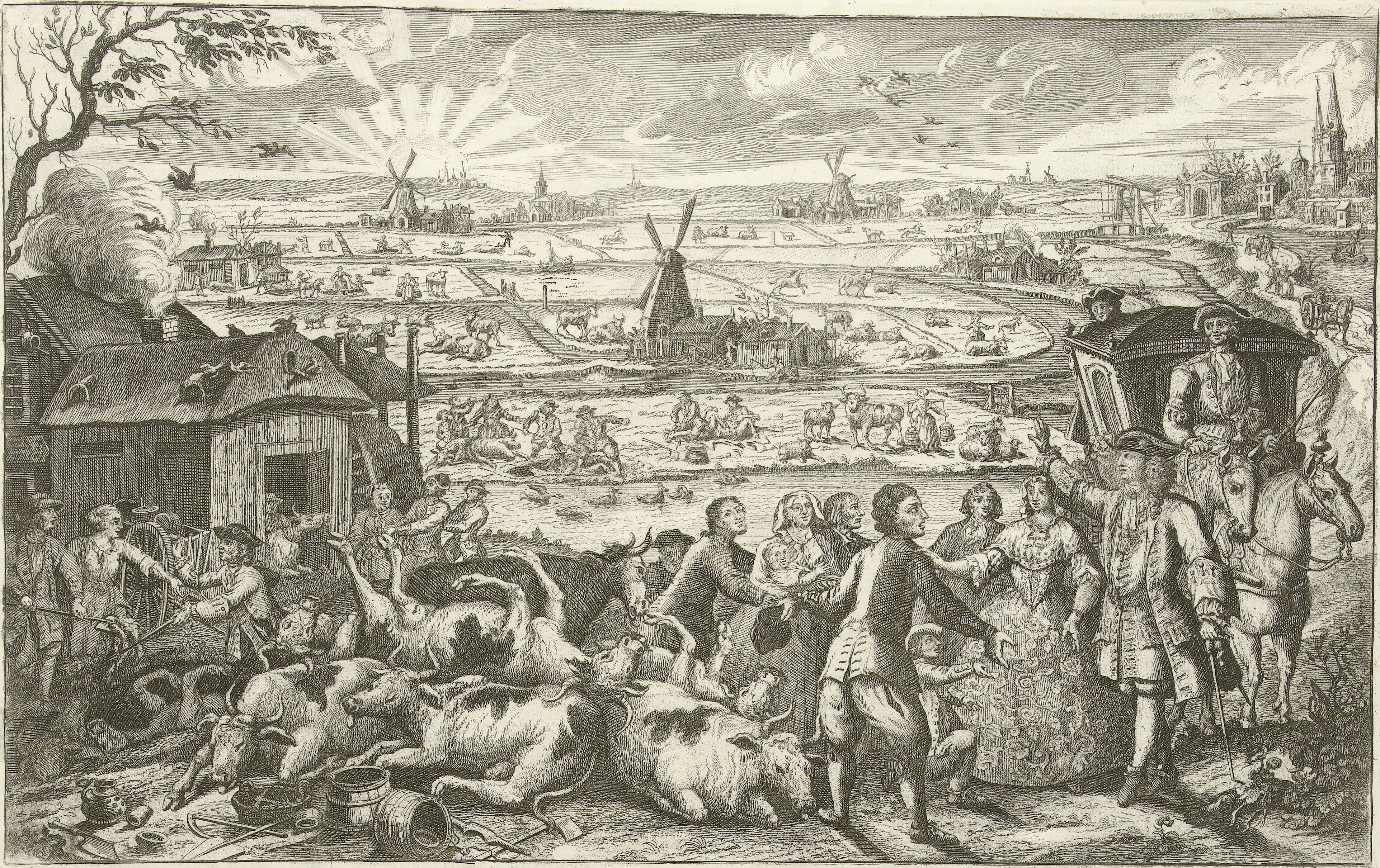
A peste bovina foi o tema da principal obra de Severo. Na imagem, um surto na Holanda no século XVIII.

Severo Santo Endeléquio (em latim: Severus Sanctus Endelechius ou Endelechus) foi o autor de "De Mortibus Boum" (ou "Bovum"), que significa "Sobre as Mortes do Gado", um poema da tradição bucólica clássica, mas com conotações apologéticas cristãs. A obra menciona uma praga que se abateu sobre o gado (identificada como sendo a peste bovina). Outro título para esta obra é "Carmen bucolicum de virtute signi crucis domini".
Ele é tradicionalmente identificado como sendo o Severo "retórico" que era amigo de Paulino de Nola conhecido como Severo Retórico (em latim: Severus Rhetor) e que viveu provavelmente no final do século IV.